# کنا ورده
کنا ورده (به پرتغالی: Cana Verde) یک منطقهٔ مسکونی در برزیل است که در میناز ژرایس واقع شده‌است. کنا ورده ۵٬۵۹۴ نفر جمعیت دارد.